# Dendrocerus serricornis
Dendrocerus serricornis är en stekelart som först beskrevs av Karl Henrik Boheman 1832.  Dendrocerus serricornis ingår i släktet Dendrocerus och familjen trefåresteklar. Arten är reproducerande i Sverige. Inga underarter finns listade i Catalogue of Life.